# Kállay-kormány

A Kállay-kormány a Bárdossy-kormány által követett német irányvonal ellensúlyozását célozta meg. Fennállásának teljes időtartama alatt a Magyar Királyság már a Nagynémet Birodalom szövetségeseként a második világháború hadviselő állama volt. Horthy Miklós Kállay kinevezésével elsősorban hozzá lojális kormányt akart létrehozni. Az új miniszterelnök végig a hűséges német szövetséges szerepét játszotta, ugyanakkor változtatni próbált az egyértelmű német orientáción, hogy lehetőség esetén sor kerülhessen a háborúból való kiugrásra. 

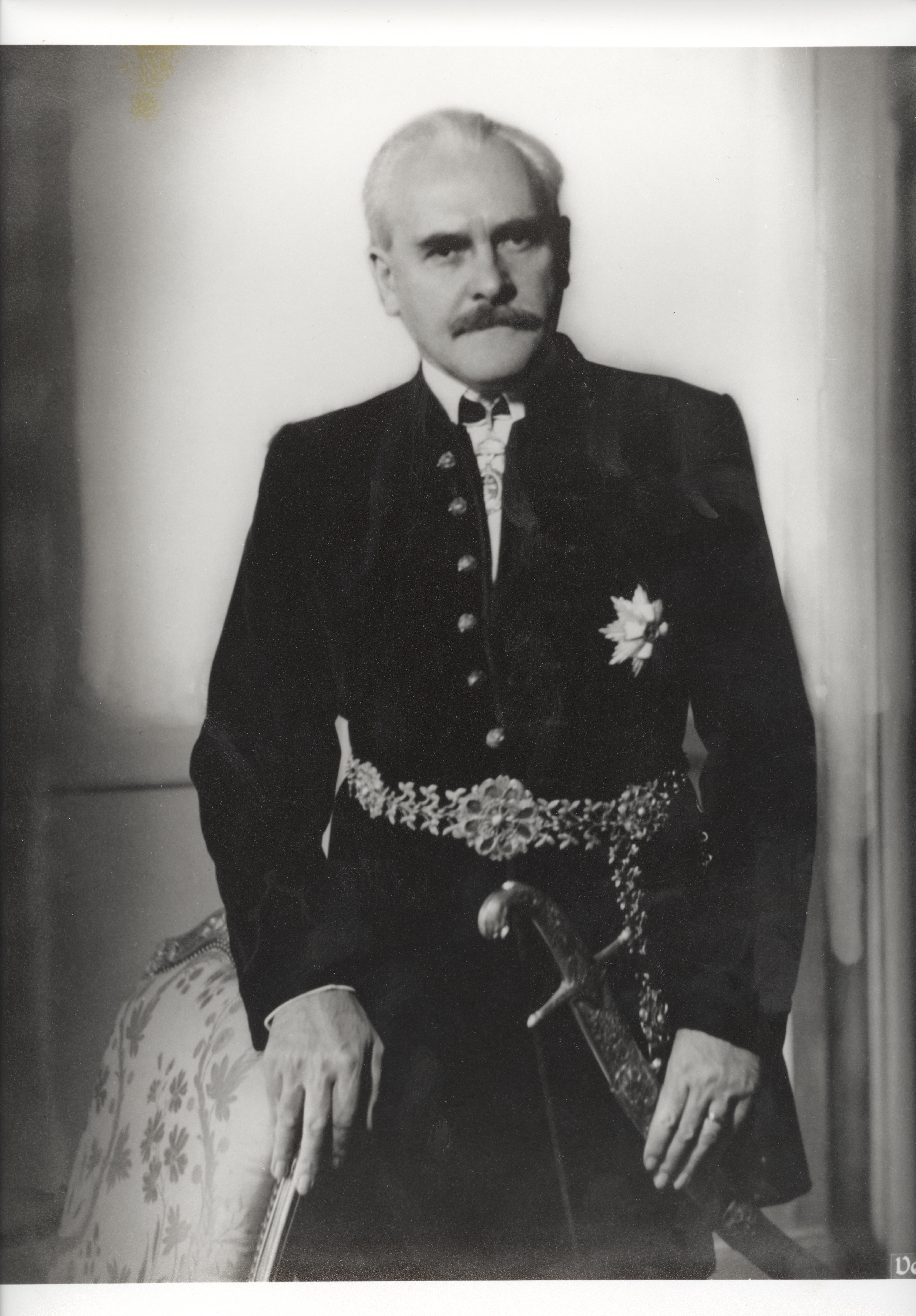
Dr. Kállay Miklós (1887-1967) miniszterelnök

Ennek eredményeként 1943 őszén már titkos fegyverszüneti tárgyalások kezdődtek az angolszász államokkal. Ugyanakkor a németeket kielégítendő a Kállay-kormány fegyverezte fel és küldte a Szovjetunióba a második magyar hadsereget, valamint meghozta a negyedik zsidótörvényt, mely sok más intézkedés mellett kötelező munkaszolgálatot írt elő a törvény szerint zsidónak minősülő magyar állampolgároknak.
A német kormány az egyre nyugatabbra szoruló keleti front biztosítása miatt hozzájuk hű kormányt akartak Magyarország élére, ezért megszállta Magyarországot. Horthy ezek után a volt berlini nagykövetet, Sztójay Dömét nevezte ki miniszterelnöknek.

## Megalakulása, céljai
A magyar politikai vezetés konzervatív szárnya idővel megelégelte Bárdossy-kormány németek felé tett engedményeit, az egyre inkább a szélsőjobboldalra tolódó magyar belpolitikát. Horthy akkor vesztette el végleg bizalmát Bárdossy iránt, mikor az nem támogatta a Horthy fiára, az angolbarát Horthy Istvánra szabott kormányzóhelyettesi intézmény bevezetését; ekkor leváltotta és helyére dr. Kállay Miklóst nevezte ki miniszterelnöknek. Emlékiratai szerint Kállay csak hosszas rábeszélés után vállalta el a tisztséget.
Az új miniszterelnök, a korábbi földmívelésügyi miniszter Horthy belső körébe bejáratos, pragmatikus politikus volt; a konzervatív politikusok angolbarát köréhez tartozott. Kállay miniszterelnökként nagyrészt Bethlen István iránymutatásait követte és igyekezett a második Teleki-kormány irányvonalához visszatérni.

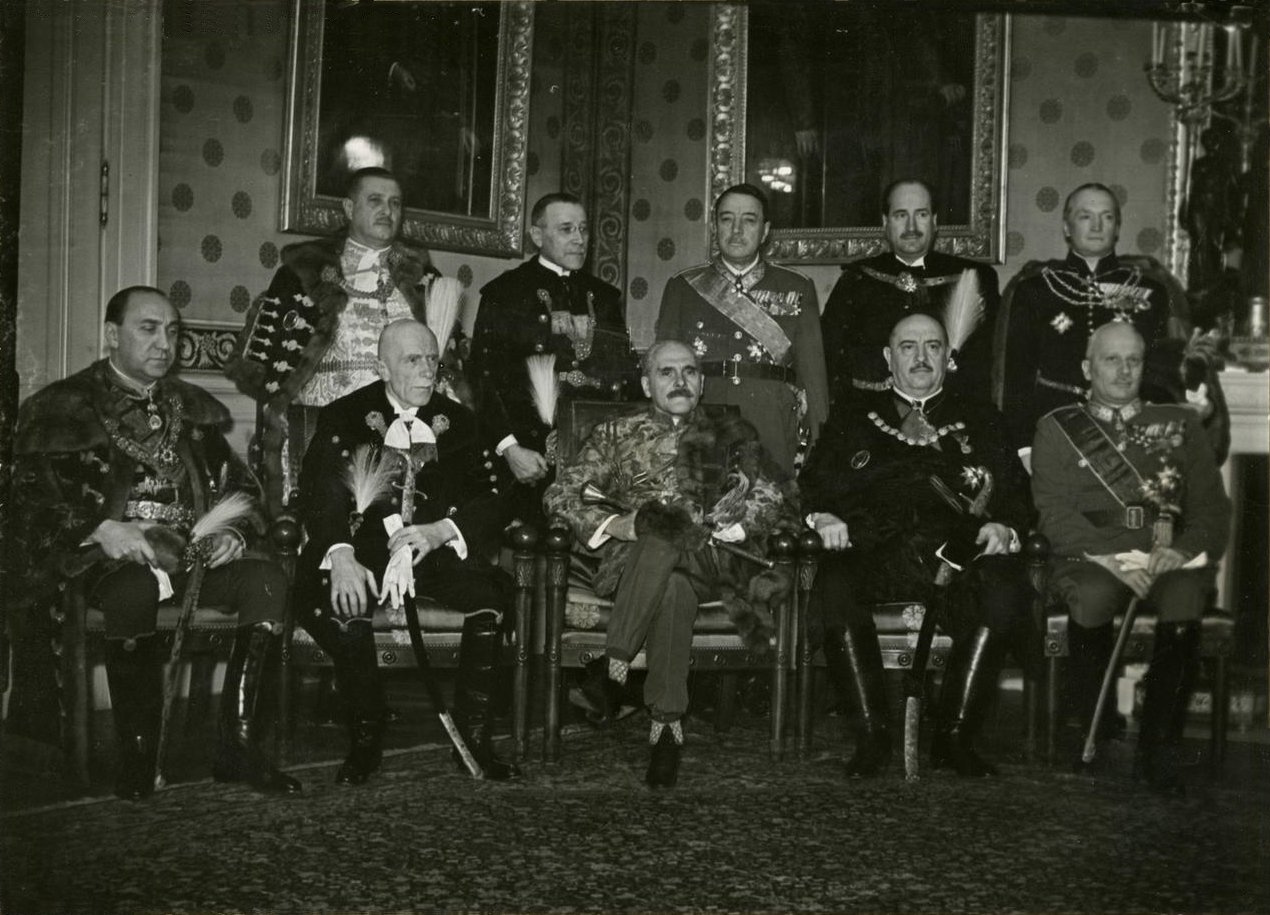
A Kállay-kormány megalakulásakor

Kállay nem akarta felingerelni Németországot a németbarát miniszterek lecserélésével, ezért a minden korábbi miniszter folytathatta munkáját az új kormányban. A Pesti Hírlap korabeli száma kiemeli, hogy „a miniszterelnök személyében történt csak változás, nem pedig a kormány összetételében, s még kevésbé a kormány politikai, vagy világnézeti vonalvezetésében [...].”
A beiktatása előtt Horthynak eljuttatott dokumentumból kiindulva a következők lehettek célkitűzései:
1. A megmaradt függetlenséget megóvni, az elveszettből a lehetséges mértékig visszaszerezni.
2. Ellenállni a további német követelésekkel szemben.
3. A hadsereget épségben megőrizni.
4. Az angolszászokkal eközben tárgyalni, ennek leplezésére németbarát propagandát folytatni
5. Elkerülni az ország német megszállását.[6]

Ugyanakkor fontos kiemelni, hogy Kállay kormányán belül sem volt ideológiai egyetértés, még a szövetséges országok megítélésében sem. Kállay visszaemlékezése szerint összesen négy miniszterében bízhatott meg: Radocsay, Bánffy, Varga és Keresztes-Fischer miniszterekben.

## Külpolitikája
A Kállay által vitt külpolitikai irányvonalat hintapolitikának vagy Kállay-kettősnek nevezi a történelemtudomány (vö. kállai kettős). Lényege, hogy mindkét hadviselő tömb számára lehetséges szövetségesként tűnjünk fel, egy-egy lépést téve minden irányba. Kerepeszki Róbert történész szerint azonban ez a név félrevezető, amennyiben Kállayban nem volt kettősség: politikájának egyértelmű célja az volt, hogy hogy a háborús állapot változása esetén Magyarország elhagyhassa a tengelyhatalmakat, és helyreálljon semleges státusza.
Kállay sokszor hangsúlyozta a szovjetellenes háborúban való részvételt, de retorikájában tudatosan kerülte azt, hogy ellenséges megnyilvánulásokat tegyen az angolszász hatalmak felé.
Ugyanakkor a háborúból való kiugrás kormányra kerülésekor szinte reménytelennek látszott, és nem csak a belső támogatottság hiánya miatt. Magyarország a náci Németországgal, a német bábállam Szlovákiával és Horvátországgal, és a háborús ellenséggel, a Szovjetunióval volt határos. A hadi helyzet is kedvezőtlen volt ebből a szempontból, hiszen a német hadi sikerek híre gyorsan terjedt. A helyzetet tovább nehezítette, hogy 1942-re a magyar gazdaság szinte kizárólagosan a némettől függött, s míg a németek egyre több kötelezettségüket a háború utánra tolták, a magyar gazdaságtól egyre több áldozatot követeltek.

### A második magyar hadsereg kiküldése
Már az előző miniszterelnök elkötelezte magát a magyar 2. hadsereg szovjet frontra küldése mellett, német kérésre. A kormányzó, a miniszterelnök és a vezérkari főnök között egyetértés volt abban, hogy ezt a kérést a kormányváltástól függetlenül nem szabad megtagadni. Az új vezetésnek ugyanakkor kihívást jelentett az egyre feszültebbé váló magyar-román viszony, valamint az, hogy Románia egyre nyilvánvalóbban Észak-Erdély és Székelyföld visszaszerzését tervezte.
A Don melletti összeomlás, mely 1943. január elején következett be, megerősítette a felsővezetést abban a hitében, hogy a német hadsereg el fogja veszíteni ezt a háborút, és a további magyar áldozatvállalás feleslegessé vált. A doni katasztrófa után Kállay ragaszkodott hozzá, hogy a honvédségnek már csak megszállói feladatokat kelljen ellátnia. Ezen kívül megakadályozta, hogy a honvédség három hadosztállyal segédkezzen Németországnak Szerbia megszállásában.
| „                                                                           | Ami mármost a többi csatlósok árulási lehetőségeit illeti, Horthy szívesen kiugrana, csakhogy a Führer megtette a szükséges ellenlépéseket. Kállay, a miniszterelnöke, cégéres disznó. De nem árulja el magát, óvatosabb, semhogy kimutassa a foga fehérét. Ezért egyelőre mi is jó képet vágunk a dologhoz. | ” |
| – Joseph Göbbels, náci propagandaminiszter naplójából, 1943. szeptember 23. | |   |

### Titkos fegyverszüneti tárgyalások
A Kállay-kormány külpolitikájának első, passzív kivárásra épülő szakaszát 1943 tavaszán már az aktív tájékozódás követte: igyekezték felvenni a kapcsolatot az angolszász hatalmakkal. Kállay abban bízott, hogy a szövetségesek a Balkánon fognak partra szállni. 1943-ban viszont már döntés volt arról, hogy a partraszállás Nyugat-Európában fog megtörténni, erről azonban háborús ellenfelüket az angolszász hatalmak nem tájékoztatták.
Barcza György, korábbi londoni követ mindezt így fogalmazta meg: „Az első időszakban taktikázott, időt akart nyerni, a másodikban el akart távolodni a németektől és közeledni a túloldalhoz, anélkül azonban, hogy ezen törekvését beszédek és gesztusok és a túloldalhoz való titkos diplomáciai kapcsolatok szövésén kívül pozitív és bátor cselekedetekkel is kimutatta és tényleg meg is valósította volna. Így Kállay működése első és második korszakában is időnyerésre dolgozott, de elfelejtette, hogy az időből kifogyhat, mert az események iramát nem ő szabja meg, hanem a háború. Ebben rejlik politikájának kezdetlegessége és egyéni tragédiája is, mely egyszersmind Magyarország tragédiájává vált.”
Béketapogatózások céljából a magyar kormány felvette a kapcsolatot Szlovákiával is. Ennek ügyében személyesen a miniszterelnök is tárgyalt Ján Spišiak budapesti szlovák követtel. Ugyanakkor a szlovák félben a béketapogatózás azt a benyomást keltette, hogy a magyar fél egyszerűen be akarja biztosítani eddigi területi növekvését.

#### Tárgyalások az Egyesült Királysággal
A magyar kormány béketapogatózásaiban Szent-Györgyi Albert is részt vett, aki a magyar ellenzékkel is felvette a kapcsolatot. Szent-Györgyi 1943 februárjában érkezett Isztambulba, hogy az Egyesült Királyság képviselőivel találkozzon. A misszió eredményeként az angol fél is láthatta, hogy Magyarországon is vannak olyan demokratikus erők, amelyekkel érdemes lehet felvenni a kapcsolatot. Lebukása után a Gestapo is kereste Szent-Györgyit, aki szovjet felségterületre szökött át.
Ugyanakkor a fedésben maradó Veress László munkájának eredményeként 1943 őszén megszülethetett előzetes fegyverszüneti egyezmény az angolszász hatalmakkal. A kormány abban bízott, hogy az angolszász hatalmak Olaszország vagy a Balkán felől szállnak partra, és hamar az országhatárhoz érnek. Az egyezmény értelmében a szövetséges csapatok magyar földre lépése esetén az ország hadat üzent volna Németországnak.

#### Kiugrási Iroda megalakulása
1944 januárjában ifj. Horthy Miklós vezetésével jött létre a Kiugrási Iroda, melynek célja a kiugrás előkészítése volt. A névtelen hivatal nevét a korabeli köznyelvtől kapta. A munka szervezésében fontos szerepet kapott Szent-Iványi Domokos miniszteri tanácsos, valamint több, a kormányzóhoz közeli politikai szereplő.

## Belpolitikája

### Újabb zsidóellenes intézkedések
1942-től folytatódott a zsidóságot sújtó intézkedések és a már meghozott antiszemita törvények végrehajtása. Ezek többsége a németek és az egyre inkább szélsőjobbra tolódó közvélemény megnyugtatását szolgálta. Ugyanakkor a kormányfő határozottan elzárkózott a zsidók gettósítását, a sárga csillag viselését előíró intézkedésektől.

#### Negyedik zsidótörvény
Az egyre növekvő szociális igényeket a fajvédő szociálpolitika jegyében igyekeztek kielégíteni. 1942 őszétől a kormány a zsidóság számára a körülményekhez képest védettséget biztosító politikát folytatott, de a már meghozott antiszemita törvények végrehajtása és a zsidókat sújtó különböző egyéb intézkedések folytak.
Például az 1942. évi XV. törvénycikk, az ún. „negyedik zsidótörvény” rendelkezései szerint 1943 novemberében egymillió holdnyi ún. „zsidó föld” kisajátítása történt meg a kormányfő korabeli állítása szerint. A valóságban mindösszesen körülbelül 75 ezer hold átadását érintették az intézkedések. Az államosított földek kiutalása több helyen botrányos körülmények között zajlott. A zsidó földbirtokok elkobzásával nyert területekből korántsem csak szociális szempontok alapján lehetett nagyobb szeleteket kihasítani.

#### Közérdekű Lakásakció
A bérlakásrendszer keretei hatósági korlátozás alá kerültek, és meghirdették a Közérdekű Lakásakciót, melynek keretében a súlyosbodó lakásínség enyhítésére főként a zsidó tulajdonú lakások elvételével foglalkoztak. Az akció keretében a Pesti Izraelita Hitközség belügyminisztériumi nyomásra lakásokat „ajánlott fel”.

### Kormányzóhelyettesi intézmény
A kormányzóhelyettesi intézmény megalkotása után Horthy Istvánt 1942. február 19-én választották kormányzóhelyettesnek. Horthy István hat hónap után, a keleti fronton halt meg, miután Héja típusú repülőgépe a földbe csapódott. A kormányzóhelyettes halála után Kállay rádióbeszédben emlékezett meg róla, új kormányzóhelyettest már nem választottak.

### A függetlenségi mozgalom felszámolása
A Bárdossy-kormány alatt megszerveződő függetlenségi mozgalom, melynek tagjai főleg az ország háborús részvételét ellenző társadalmi szervezetek és pártok voltak, 1942. március 15-én újabb nagyszabású, több ezer fős békepárti tüntetést szerveztek Budapesten, a Petőfi-szobornál.
Ezek után a rendőrség megkezdte a függetlenségi mozgalom felszámolását, és kb. kétezer embert vettek őrizetbe, többek közt ellenzéki párttagokat. Számos korábbi szervező munkaszolgálatos behívót kapott. A Történelmi Emlékbizottság tagjait is rendőri zaklatások érték áprilistól kezdődően.

### A levente-rendelet elfogadása
A Bárdossy-kormány által előkészített levente-rendeletet a Kállay-kormány fogadta el és 1942. május 21-én lépett hatályba. Ennek értelmében leventeköteles ifjú semmiféle politikai tevékenységet nem végezhet, nem lehet párt tagja sem. A törvény miatt később a Szociáldemokrata Párt ifjúsági szervezetét fel kellett oszlatni és a leventeköteles tagokat kihúzni a párt tagjai közül.

### Az újvidéki vérengzés kivizsgálása
Bajcsy-Zsilinszky Endre ellenzéki képviselő már korábban is követelte az újvidéki mészárlás kivizsgálását és a bűnösök felelősségre vonását. Követeléséhez többen is csatlakoztak, többek közt a korábbi miniszterelnök, Bethlen István is. 1942 áprilisában Szombathelyi Ferenc utasítására a Honvéd Vezérkar főnökének bírósága megkezdte a vizsgálatot. A tömeggyilkosság ténye a vizsgálat során bizonyossá vált, ám Horthy Miklós kormányzó augusztus 13-án a vizsgálatot leállíttatta.
1943. októberében szintén a kormányzó volt az, aki az eljárás folytatását kérte. Az ügy tárgyalását így egy év késéssel, 1943 decemberében kezdték el, a vádlottak szabadlábon védekezhettek. Az ügy vádlottjai 1944 januárjában Németországba szöktek, távollétükben nem született ítélet.

### Az Államvédelmi Központ felállítása
1942 közepére a magyar vezetés számára világossá vált, hogy a különféle nyomozóhatóságok munkáját össze kell hangolni a fennálló párhuzamosságok és az ebből következő hatékonytalanság miatt. A Belügyminisztérium, a Honvédelmi Minisztérium és a honvéd vezérkar együtt dolgozták ki a rendeletet, mely 1942. szeptember 4-én jelent meg. Egységes állambiztonsági csúcsszervként így jött létre az Államvédelmi Központ. Vezetője, Ujszászy István, korábban 12 évig a katonai hírszerzésben dolgozott.
A belügyminiszter indokolása szerint a lépés célja egy újabb „Újvidék” elkerülése volt.

## Ellenzéki reakciók
Kállay ingatag helyzetére jellemző, hogy míg a kisgazdapárt és a baloldali ellenzék tagjaival gyakran egyeztetett, saját pártja előtt ezt lepleznie kellett, hiszen sok kormánypárti képviselő Imrédyvel rokonszenvezett. A bonyolult helyzeten úgy tudott úrrá lenni, a parlamenti ülésezést 1942. december 21. és 1943. április 12. között szüneteltette, majd később 1943. május 4. és október 12. között elnapoltatta.

### Március 15-i tüntetés
1942. március 15-én a Történelmi Emlékbizottság több ezer embert, zömmel szervezett munkásokat, munkásfiatalokat mozgósított a budapesti Petőfi-szoborhoz. A függetlenségi mozgalom polgári indíttatású volt, balközép és jobbközép pártokkal. Céljuk a Teleki-féle semlegességi politika melletti kiállás, illetve tanúságtétel a demokratikus ellenzék létezése mellett, a háborúellenes erők bátorítása. Az államhatalmat megdönteni nem kívánták, ám el akarták érni egyes befolyásos németbarát politikusok és katonák háttérbe szorítását.
A tüntetés után elindult a függetlenségi mozgalom felszámolása, mivel az elhárítás számára nyilvánvalóvá vált, hogy annak egyes vezetői kapcsolatokat építettek a brit titkosszolgálattal. Az intézkedések azonban sokkal szélesebb körben történtek, s ezek következményeként a Történelmi Emlékbizottság tulajdonképpen megszűnt.

### Szociáldemokrata Párt
A függetlenségi mozgalom felszámolásakor szociáldemokrata párt számos tagját letartóztatták, számos funkcionárius és szakszervezeti vezető behívót kapott munkaszolgálatra. A szociáldemokrata párt több száz szervezetéből 1942 őszére 15-20 marad meg. Július elején a pártvezetés kormányzati nyomásra határolódott el a kommunista párttól.

### A kommunista mozgalom felszámolása
A függetlenségi mozgalom felszámolása során a kommunista párt 600 tagját tartóztatták le. A nyomozó hatóságok vallatása közben hunyt el Rózsa Ferenc, Schönherz Zoltánt pedig halálra ítélték és kivégezték. A kommunista párt utódjaként megalakult az illegális Békepárt, melynek sikerült jó kapcsolatot kialakítani a polgári ellenzéki erőkkel is.

### Balatonszárszói ifjúsági és értelmiségi találkozók
1942-ben és 1943-ban a békepárti népi ellenzék két nyári találkozót tartott Balatonszárszó városában, ahol az ország problémáinak háború utáni, harmadik utas megoldásáról tanácskoznak. A református ifjúsági konferencia keretében számos baloldali előadót is meghívtak.

### Átalakulás a szélsőjobboldalon
A korábban pártot alakító Imrédy 1942-re komoly befolyással bírt a nemzeti középosztály körében. Ellenezték a Kállay-kormány politikáját, és aggódtak, hogy esetleg csökkenhet a magyar szerepvállalás a háborúban. A német igények korlátlan kiszolgálását követelték.
Az antiszemita közhangulatot követve azt is kifogásolták, hogy a honvédelmi tárca élén Nagy Vilmos áll, aki javítani próbált a munkaszolgálatos zsidók helyzetén. A szélsőjobboldal egy kampány során terjeszteni kezdte, hogy a honvédelmi miniszter korábban a zsidó származású Hartmann családdal folytatott üzleti ügyeket, így Kállaynak menesztenie kellett őt.
Később a szélsőjobboldal a kormányzati sajtóirányítás kiszélesítését, az egyre élesebb kormányzati cenzúrát kifogásolta, mellyel a kormány éppen a szélsőjobboldalt kívánta fékezni. Ezzel némileg ellentmondóan azt is sérelmezték a szélsőjobboldali pártokban, hogy néhány baloldali újság továbbra is megjelenhet.

## Bukása, Magyarország megszállása
| „                                      | Mindemellett vigyázni fogunk, nehogy kiprovokáljuk Magyarország német megszállását, mert az – ha ellenállunk, ha nem – a végünket jelentené, s elpusztulna és odaveszne minden, amit építettünk és megőriztünk hosszú történelmünk során: alkotmányunk, polgári jogrendünk, függetlenségünk, szellemi, anyagi javaink. | ” |
| – részlet Kállay Miklós emlékirataiból | |   |

A béketapogatózásokról idővel a németek is értesültek. Hitler már korábbi találkozójuk során is megkérte Horthyt arra, hogy cserélje le miniszterelnökét, ő azonban ezt megtagadta. A nem sokkal későbbi olasz kiugrás hatására Hitler utasítást adott arra, hogy megszállják Magyarországot és ezzel bebiztosítsák szövetségi hűségét.

Hitler 1944. március 18-án tényként közölte Horthyval, hogy meg fogják szállni az országot, beleegyezését és teljes együttműködését kérve, s egyúttal szemrehányásokat tett a béketervek miatt. Kállay és Horthy semmilyen óvintézkedést nem tettek az önvédelem megszervezésére, mivel egyikük se gondolta elképzelhetőnek azt, hogy a németek megszállják Magyarországot.

A Margarethe hadművelet térképen

### A Margarethe hadművelet
A német haderő főparancsnoksága 1944. február végén adta ki Magyarország megszállásának pontos terveit, ezután meg is kezdődtek a szükséges csapatösszevonások. Edmund Veesenmayer, a későbbi teljhatalmú birodalmi megbízott javaslatára a megszállást „evolúciós úton” tervezték, tehát a rendvédelmi szervek, az államfő és a fegyveres erők helyben hagyásával. A megszálló, körülbelül 100 ezer fős haderő négy csoportban lépte át a határt.
Szombathelyi Ferenc vezérezredes értelmetlennek tartva az ellenállást, a bevonuló német csapatok barátságos fogadását rendelte el. Az ország német megszállása így számottevő ellenállás nélkül történt.

### A kormány bukása
A miniszterelnök a török követségre menekült, azonban letartóztatták és Mauthausenbe szállították. Március 22-én Sztójay Döme altábornagy, volt berlini követ vette át a kormány vezetését és a külügyminiszteri posztot is. A nem feltétlenül németbarát minisztereket leváltották.
Horthy nem mondott le kormányzói tisztségéről, így legitimálta a német hatalomátvételt és a folytatódó zsidóüldözést.

## A kormány tagjai
| Név                                              | hivatal kezdete      | hivatal vége         | párt/szervezet | megjegyzés                                     |
| Miniszterelnök                                   | Miniszterelnök       | Miniszterelnök       | Miniszterelnök | Miniszterelnök                                 |
| ------------------------------------------------ | -------------------- | -------------------- | -------------- | ---------------------------------------------- |
| Kállay Miklós                                    | 1942. március 9.     | 1944. március 19.    | MÉP            |                                                |
| Külügyminiszter                                  |                      |                      |                |                                                |
| Kállay Miklós                                    | 1942. március 9.     | 1943. július 24.     | MÉP            |                                                |
| Ghyczy Jenő                                      | 1943. július 24.     | 1944. március 22.    | pártonkívüli   |                                                |
| Belügyminiszter                                  |                      |                      |                |                                                |
| Keresztes-Fischer Ferenc                         | 1942. március 9.     | 1944. március 19.    | pártonkívüli   |                                                |
| Pénzügyminiszter                                 |                      |                      |                |                                                |
| Reményi-Schneller Lajos                          | 1942. március 9.     | 1944. március 22.    | MÉP            | gazdasági csúcsminiszter is 1944. január 11-ig |
| Vallás- és közoktatásügyi miniszter              |                      |                      |                |                                                |
| Hóman Bálint                                     | 1942. március 9.     | 1942. június 3.      | MÉP            |                                                |
| Szinyei Merse Jenő                               | 1942. június 3.      | 1944. március 22.    | MÉP            |                                                |
| Igazságügy-miniszter                             |                      |                      |                |                                                |
| Radocsay László                                  | 1942. március 9.     | 1944. március 22.    | MÉP            |                                                |
| Honvédelmi miniszter                             |                      |                      |                |                                                |
| Bartha Károly                                    | 1942. március 9.     | 1942. szeptember 24. | pártonkívüli   |                                                |
| Nagy Vilmos                                      | 1942. szeptember 24. | 1943. június 12.     | pártonkívüli   |                                                |
| Csatay Lajos                                     | 1943. június 12.     | 1944. március 22.    | pártonkívüli   |                                                |
| Földművelésügyi miniszter                        |                      |                      |                |                                                |
| br. Bánffy Dániel                                | 1942. március 9.     | 1944. március 22.    | Erdélyi Párt   |                                                |
| Kereskedelem- és közlekedésügyi miniszter        |                      |                      |                |                                                |
| Varga József                                     | 1942. március 9.     | 1943. március 29.    | MÉP            | iparügyi miniszterként                         |
| Zsindely Ferenc                                  | 1943. március 29.    | 1944. március 22.    | MÉP            |                                                |
| Iparügyi miniszter                               |                      |                      |                |                                                |
| Varga József                                     | 1942. március 9.     | 1943. március 29.    | MÉP            |                                                |
| Bornemisza Géza                                  | 1943. március 29.    | 1944. március 22.    | MÉP            |                                                |
| Közellátási tárca nélküli miniszter              |                      |                      |                |                                                |
| Győrffy-Bengyel Sándor                           | 1942. március 9.     | 1942. június 14.     | pártonkívüli   | vezérezredes                                   |
| Reményi-Schneller Lajos                          | 1942. június 20.     | 1942. június 30.     | MÉP            |                                                |
| Lossonczy István                                 | 1942. június 30.     | 1942. október 19.    | MÉP            |                                                |
| Szász Lajos                                      | 1942. október 19.    | 1944. március 22.    | MÉP            |                                                |
| Tárca nélküli hadigondozási miniszter            |                      |                      |                |                                                |
| Lukács Béla                                      | 1942. április 17.    | 1944. március 22.    | MÉP            |                                                |
| Tárca nélküli nemzetvédelmi-propaganda miniszter |                      |                      |                |                                                |
| Antal István                                     | 1942. április 17.    | 1944. március 22.    | MÉP            |                                                |